# Ligue handisport francophone
La Ligue handisport francophone (LHF) est une association créée en 1977 chargée d'organiser, de promouvoir, de développer les activités physiques et sportives de compétition ou de loisir pour les personnes déficientes motrices, intellectuelles ou sensorielles.
La fédération est officiellement crée en 1977 quand la Fédération sportive belge des handicapés (FSBH), fondée en 1960, se scindent en deux ligues, francophone et néerlandophone. Elle devient en 2000 la Fédération du sport belge adapté et paralympique-Wallonie Bruxelles (FSBAP-WB), puis prend son nom actuel de Ligue handisport francophone en 2005.

## Histoire
Le mouvement sportif pour handicapés est fondé en 1954 par les Professeurs Houssa et Tricot du Centre de traumatologie et de réadaptation de l'hôpital Brugmann de Bruxelles.
Ils fondent en 1960 la Fédération sportive belge des handicapés (FSBH), aidés par Victor Boin, président du Comité olympique belge.
En 1976, le Comité olympique et interfédéral belge (COIB) et la Fédération sportive belge des handicapés collaborent à l'envoi et à l'équipement de la délégation belge aux Jeux paralympiques d'été qui se tient à Toronto.
En 1977, l’autonomie culturelle et la régionalisation contraignent la FSBH à se scinder en deux ligues régionales, la ligue francophone (FSBH-OCF) et la ligue néerlandophone (Parantee (nl)). Le 22 octobre 1977, la ligue francophone est officiellement constituée sous l’impulsion du professeur André Storm (UCL).
Chaque ligue est autonome, mais pour les compétitions nationales et internationales, elles travaillent ensemble sous la coupole de la FSBH nationale, en collaboration avec le COIB.
La fédération devient membre en 1985 du COIB et du Comité international paralympique (IPC).
La Fédération du sport belge adapté et paralympique-Wallonie Bruxelles (FSBAP-WB) est créée en 2000, par la fusion de 4 fédérations.
La FSBH devient en 2001 le Comité paralympique belge (officiellement Belgian Paralympic Committee) et coordonne le sport pour les personnes handicapées au niveau belge, sous les auspices du COIB et en lien avec la Parantee et la FSBAP-WB.
La FSBAP-WB devient en 2005 la Ligue handisport francophone.